# ورزشگاه بسا
ورزشگاه بسا (انگلیسی: Estádio do Bessa) ورزشگاه فوتبال در پورتو، پرتغال و محل برگزاری بازی‌های خانگی باشگاه فوتبال بوآویشتا است. این ورزشگاه نیز مانند سایر ورزشگاه‌ها برای مسابقات جام ملت‌های اروپا ۲۰۰۴ تجدید بنا شده‌است.

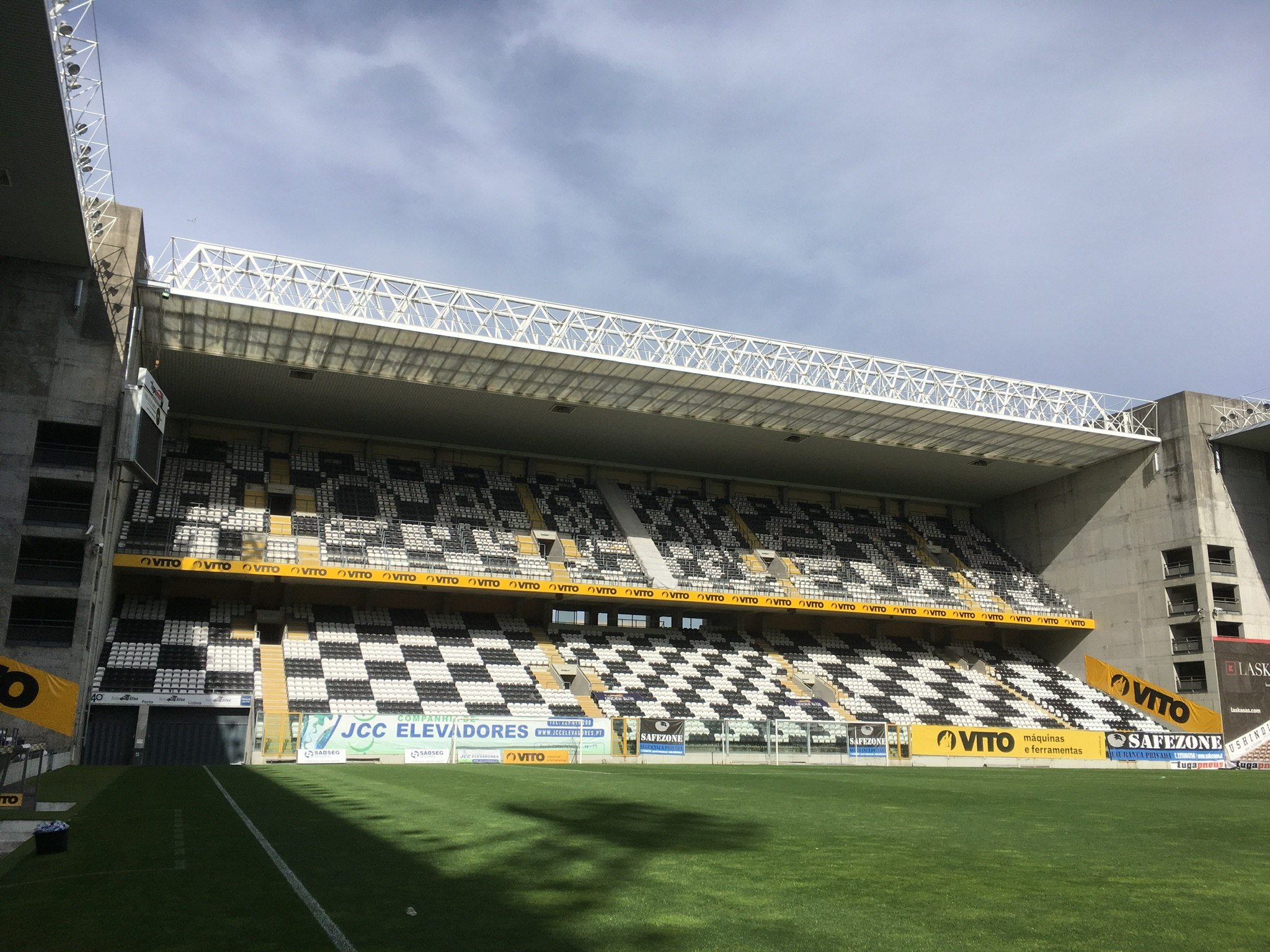
ورزشگاه بسا در ۲۰۱۸